# Blåhuvad sporrgök
Blåhuvad sporrgök (Centropus monachus) är en fågel i familjen gökar inom ordningen gökfåglar. Den förekommer i våtmarker i Afrika söder om Sahara. Beståndet anses vara livskraftigt.

## Utseende och läte
Blåhuvad sporrgök är en mycket stor sporrgök med en kraftig näbb. Huvudet verkar ofta svart, men kan uppvisa en blåaktig glans, därav namnet. Arten är mycket lik sumpsporrgöken, men de överlappar knappt i utbredningsområde och blåhuvad sporrgök är mindre det unikt blåglänsande huvudet. Lätet består av en dånande fallande och accelererande serie, långsammare och djupare än andra sporrgökar.

## Utbredning och systematik
Den blåhuvade sporrgöken hittas i Afrika söder om Sahara, i söder till Tanzania och norra Angola. Den delas in i två underarter med följande utbredning:
- Centropus monachus occidentalis: förekommer från Guinea och Elfenbenskusten österut till södra Nigeria, Kamerun, Ekvatorialguinea, Gabon och norra Angola; populationer i västra och södra Demokratiska republiken Kongo kan utgöra denna underart eller fischeri
- Centropus monachus fischeri: förekommer från sydöstra Sudan och Sydsudan till östra Demokratiska republiken Kongo, Uganda, västra Kenya, Rwanda, Burundi och nordvästra Tanzania
- Centropus monachus monachus: förekommer från Eritrea och Etiopien och centrala Kenya.

## Levnadssätt
Blåhuvad sporrgök hittas nära vatten i våtmarker, träsk och fuktiga buskmarker. Den håller sig mest gömd, men kan tillfälligtvis ses i det öppna.

## Status och hot
Arten har ett stort utbredningsområde, men tros minska i antal, dock inte tillräckligt kraftigt för att den ska betraktas som hotad. Internationella naturvårdsunionen IUCN listar arten som livskraftig (LC).